# Gardiner (Nova York)
Gardiner és una concentració de població designada pel cens dels Estats Units a l'estat de Nova York. Segons el cens del 2000 tenia 856 habitants.

## Demografia
Segons el cens del 2000, Gardiner tenia 856 habitants, 342 habitatges, i 234 famílies. La densitat de població era de 86,5 habitants per km².
Dels 342 habitatges en un 31,9% hi vivien nens de menys de 18 anys, en un 55,6% hi vivien parelles casades, en un 8,5% dones solteres, i en un 31,3% no eren unitats familiars. En el 23,7% dels habitatges hi vivien persones soles el 6,7% de les quals corresponia a persones de 65 anys o més que vivien soles. El nombre mitjà de persones vivint en cada habitatge era de 2,5 i el nombre mitjà de persones que vivien en cada família era de 2,95.
Per edats la població es repartia de la següent manera: un 23,7% tenia menys de 18 anys, un 7,2% entre 18 i 24, un 32,6% entre 25 i 44, un 25,5% de 45 a 60 i un 11% 65 anys o més.
L'edat mediana era de 37 anys. Per cada 100 dones de 18 o més anys hi havia 98,5 homes.
La renda mediana per habitatge era de 48.365 $ i la renda mediana per família de 49.808 $. Els homes tenien una renda mediana de 35.583 $ mentre que les dones 23.281 $. La renda per capita de la població era de 22.653 $. Entorn del 9,5% de les famílies i l'11,7% de la població estaven per davall del llindar de pobresa.